# Ravnica, Radovljica
Ravnica este o localitate din comuna Radovljica, Slovenia, cu o populație de 23 de locuitori.